# Esther Valiquette
Esther Valiquette est une cinéaste québécoise née en 1962 à Arthabaska.
Après avoir obtenu un diplôme en études cinématographiques de l’Université de Montréal, Esther Valiquette œuvre au sein du studio de production féministe de l’ONF, le Studio D, et  travaille sur les plateaux de tournage en tant qu’assistante à la caméra et à l’éclairage.
En 1989, elle apprend qu’elle est atteinte du VIH/sida. C’est alors qu’elle passe d’un rôle d’assistance technique au rôle de réalisatrice. Dans les années suivantes, elle produira trois courts métrages documentaires.
Son premier film, Le Récit d’A, raconte le récit d’Andrew, un homme atteint du VIH. Il obtiendra le Premier Prix du public au 7e Festival de films et vidéos de femmes de Montréal, en 1991. En 1992, Esther Valiquette réalise Le singe bleu, essai poétique sur le thème de la mort pour lequel elle gagnera le Prix Génie du meilleur court métrage documentaire, et le Prix Normande-Juneau du meilleur court métrage au 11e Rendez-vous du cinéma québécois, en 1993. Sa dernière œuvre, Extenderis, est une vidéo expérimentale portant sur les origines de la vie et sur le code ADN.
Esther Valiquette est décédée des suites du sida le 8 septembre 1994, à Montréal.